# مجلس الشورى البحريني 2006
مجلس الشورى البحريني 2006 (الفصل التشريعي الثاني) من 15 ديسمبر 2006 حتى 14 ديسمبر 2010 ، تشكل المجلس بموجب الأمر الملكي رقم 28 لسنة 2006  الذي أصدره صاحب الجلالة الملك حمد بن عيسى آل خليفة ملك مملكة البحرين في 5 ديسمبر 2006 وترأس المجلس علي صالح الصالح منذ 15 ديسمبر 2006 

## أعضاء مجلس الشورى
- علي صالح الصالح - رئيس مجلس الشورى
- جمال محمد فخرو - النائب الأول للرئيس
- أليس توماس سمعان - النائب الثاني للرئيس
- إبراهيم محمد بشمي
- أحمد إبراهيم بهزاد
- الدكتورة بهية محمد الجشي
- جميل علي المتروك
- جهاد جسن بوكمال
- الدكتور حمد علي السليطي
- حمد مبارك النعيمي
- خالد حسين المسقطي
- الشيخ الدكتور خالد بن خليفة بن دعيج آل خليفة
- خالد عبدالرحمان المؤيد
- خالد عبدالرسول الشريف
- دلال جاسم الزايد
- راشد مال الله عبدالرحمان السبت
- رباب عبدالنبي العريض
- سعود عبدالعزيز كانو
- سميرة إبراهيم رجب
- السيد حبيب مكي هاشم
- السيد ضياء يحيى الموسوي
- صادق عبدالكريم الشهابي
- الدكتورة عائشة سالم مبارك
- عبدالرحمان عبدالحسين حواهري
- عبدالرحمان إبراهيم عبدالسلام
- عبدالرحمان محمد الغتم
- عبدالرحمان محمد جمشير
- عبدالله راشد العالي
- عصام يوسف جناحي
- علي عبدالرضا الشيخ سلمان العصفور
- الشيخ الدكتور علي بن عبدالله بن خالد آل خليفة
- الدكتورة فوزية سعيد الصالح
- فؤاد أحمد الحاجي
- فيصل حسن فولاذ
- محمد حسن باقر جاسم رضي
- محمد هادي الحلواجي
- منيرة عيسى صالح بن هندي
- ناصر حميد الشيخ إبراهيم المبارك
- هدى عزرا إبراهيم نونو
- وداد محمد الفاضل

## أدوار الانعقاد

### قائمة أدوار انعقاد مجلس الشورى البحريني 2006
| دور الانعقاد               | بداية الفترة   | نهاية الفترة |
| -------------------------- | -------------- | ------------ |
| دور الانعقاد العادي الأول  | 15 ديسمبر 2006 | 30 مايو 2007 |
| دور الانعقاد العادي الثاني | 17 أكتوبر 2007 | 16 مايو 2008 |
| دور الانعقاد العادي الثالث | 19 أكتوبر 2008 | 28 مايو 2009 |
| دور الانعقاد العادي الرابع | 11 أكتوبر 2009 | 10 مايو 2010 |